# いぶき野 (横浜市)
いぶき野（いぶきの）は、神奈川県横浜市緑区の地名。丁番を持たない単独町名である。住居表示未実施区域。

## 地理
横浜市緑区の長津田地区にあたる。北西で長津田、北の恩田川上でわずかに青葉区田奈町、北東で青葉区しらとり台、南東で十日市場町、南から西にかけて長津田みなみ台と接する。いぶき野は、隣接する長津田みなみ台と違い、一戸建ての建物も多く、大規模マンションは少ない。

### 河川
- 恩田川

### 地価
住宅地の地価は、2024年（令和7年）1月1日の公示地価によれば、いぶき野40番8の地点で25万6000円/m²となっている。

## 歴史
東急により下長津田土地区画整理事業として宅地開発された区域である。

### 沿革
- 1973年（昭和48年）4月6日 - 下長津田土地区画整理事業により、長津田町の一部を分離しいぶき野を新設[7]。
- 1980年（昭和55年）12月10日 - 土地改良事業に伴う換地処分により、恩田町、十日市場町、長津田町の各一部をいぶき野に編入[8]。
- 1994年（平成6年）11月6日 - 行政区再編成により、緑区を再設置[9]。
- 2005年（平成17年）1月17日 - 長津田町の一部をいぶき野に編入。いぶき野の一部を長津田みなみ台七丁目へ編入[10]。

## 世帯数と人口
2025年（令和7年）6月30日現在（横浜市発表）の世帯数と人口は以下の通りである。
| 町丁     | 世帯数    | 人口    |
| -------- | --------- | ------- |
| いぶき野 | 2,431世帯 | 5,414人 |

### 人口の変遷
国勢調査による人口の推移。
| 年                 | 人口  |
| ------------------ | ----- |
| 1995年（平成7年）  | 4,805 |
| 2000年（平成12年） | 5,173 |
| 2005年（平成17年） | 5,110 |
| 2010年（平成22年） | 4,961 |
| 2015年（平成27年） | 5,016 |
| 2020年（令和2年）  | 5,208 |

### 世帯数の変遷
国勢調査による世帯数の推移。
| 年                 | 世帯数 |
| ------------------ | ------ |
| 1995年（平成7年）  | 1,682  |
| 2000年（平成12年） | 1,858  |
| 2005年（平成17年） | 1,940  |
| 2010年（平成22年） | 1,967  |
| 2015年（平成27年） | 2,052  |
| 2020年（令和2年）  | 2,173  |

## 学区
市立小・中学校に通う場合、学区は以下の通りとなる（2024年11月時点）。
| 番地 | 小学校                 | 中学校             |
| ---- | ---------------------- | ------------------ |
| 全域 | 横浜市立いぶき野小学校 | 横浜市立田奈中学校 |

## 事業所
2021年（令和3年）現在の経済センサス調査による事業所数と従業員数は以下の通りである。
| 町丁     | 事業所数 | 従業員数 |
| -------- | -------- | -------- |
| いぶき野 | 56事業所 | 541人    |

### 事業者数の変遷
経済センサスによる事業所数の推移。
| 年                 | 事業者数 |
| ------------------ | -------- |
| 2016年（平成28年） | 56       |
| 2021年（令和3年）  | 56       |

### 従業員数の変遷
経済センサスによる従業員数の推移。
| 年                 | 従業員数 |
| ------------------ | -------- |
| 2016年（平成28年） | 541      |
| 2021年（令和3年）  | 541      |

## 施設
- 横浜市立いぶき野小学校
- 中山ビル（ハードオフ横浜長津田店）
- 市営上の原グリーンハイツ
- 下長津田神社

## 交通

### 鉄道
JR横浜線が通っているが、いぶき野内に駅はない。最寄駅は長津田駅、十日市場駅である。

### バス
いぶき野内には、横浜市営バス98系統が走っており、いぶき野、上の原、グリーンハイツ前のバス停がある。

### 道路
- 国道246号

## その他

### 日本郵便
- 郵便番号 : 226-0028[3]（集配局：緑郵便局[20]）

### 警察
町内の警察の管轄区域は以下の通りである。
| 番・番地等 | 警察署   | 交番・駐在所   |
| ---------- | -------- | -------------- |
| 全域       | 緑警察署 | 長津田駅前交番 |